# Psychostazja
Zasugerowano, aby zintegrować ten artykuł z artykułem Psychostasis. Nie opisano powodu propozycji integracji.
Psychostazja (gr. ważenie dusz) – symboliczne przedstawienie w sztuce sceny sądu podczas którego dokonywana jest ocena, czy dana dusza godna jest zbawienia. Wywodzi się z wyobrażeń religijnych starożytnych Egipcjan. Popularne w średniowieczu.
Tradycja ta pojawiła się ok. 2500 p.n.e. (można to zauważyć m.in. na sarkofagach egipskich). Natomiast w chrześcijaństwie towarzyszy scenom Sądu Ostatecznego. Wtedy też bardzo często przedstawiano Michała Archanioła jako postać dokonującą ważenia. Zdarza się także, że ukazywana jest postać szatana usiłującego porwać sądzoną duszę.